# Star Dojran
Star Dojran (mac. Стар Дојран) – wieś w południowo-wschodniej Macedonii Północnej. Ośrodek administracyjny gminy Dojran. W 2002 roku zamieszkana przez 363 osoby.
Miejscowość położona jest na brzegu jeziora Dojran. Leży w pobliżu granicy z Grecją – pomiędzy nią a granicą znajduje się wieś Sretenowo.